# الله هو الشاهد (فلم)
خودا غاواه (ترجمة: الله هو الشاهد) هو فيلم دراما رومانسية ملحمية هندية من إنتاج عام 1992 ومن إخراج موكول إس. اناند. الفيلم من بطولة أميتاب باتشان، سريديفي (في دورين)، داني دينزونغبا، أكينيني ناغارجونا وشيلفا شيرودكار.
كان الفيلم ذو إنتاج ضخم وتم تصوير مشاهده في كل من الهند، أفغانستان، نيبال وبوتان. نال الفيلم الكثير من الإستحسان عن أداء جميع الممثلين وخصوصا الثنائي أميتاب باتشان وسريديفي اللذان ترشحا لجوائز فيلمفير عن أدائهما. فاز الفيلم بأربع جوائز فيلمفير بما في ذلك أفضل مخرج وأفضل أكشن وأصبح الفيلم الثاني الأعلى دخلا لعام 1992. دخل الفيلم كتاب ليمكا للأرقام القياسية كأول فيلم بوليوودي يستخدم فيه تقنية الصوت المحيطي. يجري التخطيط حاليا لتكملة للفيلم من قبل المنتج مانوج ديساي.

## الممثلين
- أميتاب باتشان بدور بادشاه خان
- سريديفي بدور بينظير / ميهندي
- داني دينزونغبا بدور خودا باكش
- أكينيني ناغارجونا بدور الضابط راجا ميرزا
- شيلفا شيرودكار بدور الضابطة حنة رانفير سيثي
- كيران كومار بدور باشا
- علي خان بدور حبيب الله
- فيكرام غوخالي بدور السجان رانفير سينغ سيثي
- أنجانا ممتاز بدور سلمى ميرزا
- بينا بانيرجي بدور لاكشمي سيثي
- بهارات كابور بدور الضابط عزيز ميرزا
- سوريندر بال بدور همايون
- ديباك شيركي بدور كاليا الخطير
- أنجان سريفاستاف بدور كمالجيت
- فيكاس أناند بدور القاضي

## الموسيقى التصويرية
الموسيقى التصويرية للفيلم من تأليف لاكشميكانت بياريلال وكلمات أناند باكشي.

غلاف الألبوم

### قائمة المسارات
| # | الأغنية                    | المغنون                       | المدة |
| - | -------------------------- | ----------------------------- | ----- |
| 1 | "Tu Mujhe Qabool"          | محمد عزيز، كافيتا كريشنامورثي | 8:09  |
| 2 | "Tu Na Ja Mere Badshah"    | ألكا ياجنيك، محمد عزيز        | 5:07  |
| 3 | "Mere Watan Mein Maine"    | ألكا ياجنيك، سوريش وادكار     | 7:54  |
| 4 | "Rab Ko Yaad Karoon"       | محمد عزيز، كافيتا كريشنامورثي | 9:02  |
| 5 | "Main Aisee Cheez Nahin"   | محمد عزيز، كافيتا كريشنامورثي | 8:41  |
| 6 | "Sar Zameene Hindustan"    | أميتاب باتشان (حوار)          | 1:07  |
| 7 | "Deewana Mujhe Kar Gaya"   | ألكا ياجنيك، محمد عزيز        | 8:38  |
| 8 | "(Tu Mujhe Qabool (Female" | لاتا مانغيشكار                | 8:05  |

## الجوائز
- جائزة فيلمفير لأفضل إخراج - موكول إس. أناند
- جائزة فيلمفير لأفضل ممثل مساعد - داني دينزونغبا
- جائزة فيلمفير لأفضل أكشن
- جائزة فيلمفير لأفضل صوت